# Bublinatka bledožlutá
Bublinatka bledožlutá (Utricularia ochroleuca) je v Česku vymírající masožravá mokřadní rostlina, druh z rozsáhlého rodu bublinatka (Utricularia). K lovení vodních živočichů používá lapací měchýřky.

## Taxonomie
Není zcela vyjasněna její taxonomická pozice, pravděpodobně je křížencem mezi bublinatkou menší a bublinatkou prostřední. Déle byl nedávno od bublinatky bledožluté s. l. vydělen nový druh Utricularia stygia. Je otázkou, kolik lokalit bublinatky bledožluté s. s. vlastně zůstalo. Rozdíl mezi oběma druhy spočívá ve velikosti úhlu který svírají ramena čtyřramenných žlázek uvnitř lapacích měchýřků, lze rozlišit mikroskopem.

## Popis
Vytrvalá bylina bez kořenů splývající pod hladinou v mělkých vodách má dva druhy lodyh. Prvé lodyhy jsou větvené, bývají dlouhé do 50 cm, barvu mají zelenou (na slunci až načervenalou), jsou olistěné a zajišťují fotosyntézu, jejich konce jsou špičaté. Listy okrouhlého tvaru, do 2 cm dlouhé a 2,5 cm široké, jsou rozčleněny do 10 až 25 koncových čárkovitých úkrojků majících na špičatých koncích štětinu. Štětiny vyrůstající ze zřetelných papil jsou po celé délce lodyh. Lapací měchýřky na těchto zelených lodyhách téměř nikdy nejsou. Druhé lodyhy bledé barvy směřují dolů, jsou nevětvené, dlouhé do 25 cm a mají pouze drobné šupinovité listy. Vyrůstá na nich mnoho lapacích měchýřků velkých 1 až 5 mm a bývají ukotveny do bahnitého dna.
Z plovoucích zelených lodyh vyrůstají směrem vzhůru květné stvoly dlouhé 10 až 20 cm se 2 až 3 oboupohlavnými květy. Květ má dvoupyský kalich i dvoupyskou korunu žluté barvy. Koruna má horní pysk eliptického až vejčitého tvaru dlouhý až 7 mm a široký 8 mm, je dopředu nakloněný. Dolní plochý pysk bývá dlouhý až 9 mm a široký 13 mm, je okrouhlý, mírně skloněný. Má vyklenuté, kulovité, hnědočerveně žilkované patro. Na dolním pysku je kuželovitá ostruha dlouhá do 5 mm.

## Rozmnožování
Kvete od června do srpna, přenos pylu zajišťuje létající hmyz lákaný nektarem v ostruze, květy jsou však zcela sterilní, nevytvářejí semena. Rozmnožuje se pouze vegetativně, nejčastěji z úlomků lodyh. S nástupem zimy rostliny klesají ke dnu a odumírají, předtím se na koncích fotosyntézujících zelených lodyh vytvořily turiony (druh pupenů) o velikostí do 10 mm. Ty přezimují u dna a na jaře vyplavou k hladině, tam z nich vyrostou nové lodyhy které jsou vlastně jen obnovené původní. Lepkavé turiony se mohou přilepit na peří vodních ptáků a být zaneseny na nová místa.

## Výskyt
Roste ve sladkovodním prostředí severní a střední části Evropy v Severní Americe i v Japonsku. Vyžaduje nízké pH (4,5 až 7,0), vyrůstá na rašeliništích, vřesovištích a slatiništích, vždy v poměrně mělké vodě. V České republice se vyskytuje pouze v pahorkatině v okolí Třeboně. Bublinatce bledožluté, řazené k semiterestrickým druhům, nevadí krátkodobé poklesy hladiny až téměř vyschnutí. Zelené lodyhy se plazí po vlhkém substrátu a nezelené jsou zakotveny do vlhkého podloží. Potřebuje však vodu k obnovení z turionů.

## Ohrožení
Největší nebezpečí hrozí bublinatce bledožluté z vysychání a zarůstání lokalit a ze splachů umělých hnojiv. V současnosti roste pouze na třech lokalitách na Třeboňsku, ostatní rostliny z dalších deseti lokalit byly přiřazeny k druhu Utricularia stygia. Ještě před tímto rozdělením druhu byla bublinatka bledožlutá prohlášena za druh kriticky ohrožený a to jak „Černým a červeným seznamem cévnatých rostlin České republiky z roku 2000“, tak i vyhláškou MŽP ČR č. 395/1992 Sb.